# Kommando Spezialkräfte
Le Kommando Spezialkräfte (KSK, Unité des forces spéciales) fait partie des forces spéciales de la Bundeswehr. Il est étroitement modelé sur les Special Air Service (SAS) britanniques.

## Structure
Jusqu'en 2020 et la dissolution de la 2e compagnie, l'unité était divisée en quatre compagnies commandos d'approximativement 100 hommes chacune et d'une « compagnie commando spécial » composée de vétérans qui s'occupaient des différentes tâches de soutien. Chacune des compagnies commandos contenait cinq pelotons ayant une spécialisation :
- 1er peloton : assauts sur terre ;
- 2e peloton : opérations aéroportées ;
- 3e peloton : opérations amphibies ;
- 4e peloton : opérations dans des régions où les climats sont difficiles (exemple : des montagnes ou les régions polaires) ;
- 5e peloton : reconnaissance, opérations de tireur d'élite et contre les snipers ennemis ;
- peloton de commandement.

Il y avait quatre escouades dans chaque peloton. Chacun de ces groupes se composait d'environ quatre soldats ayant le même niveau d'expérience. Chaque groupe était spécialisé dans un domaine soit comme expert en armes, médecin, génie de combat ou expert en communication.
En plus, un groupe pouvait contenir d'autres spécialistes, par exemple un expert en armes lourdes ou en langues étrangères.

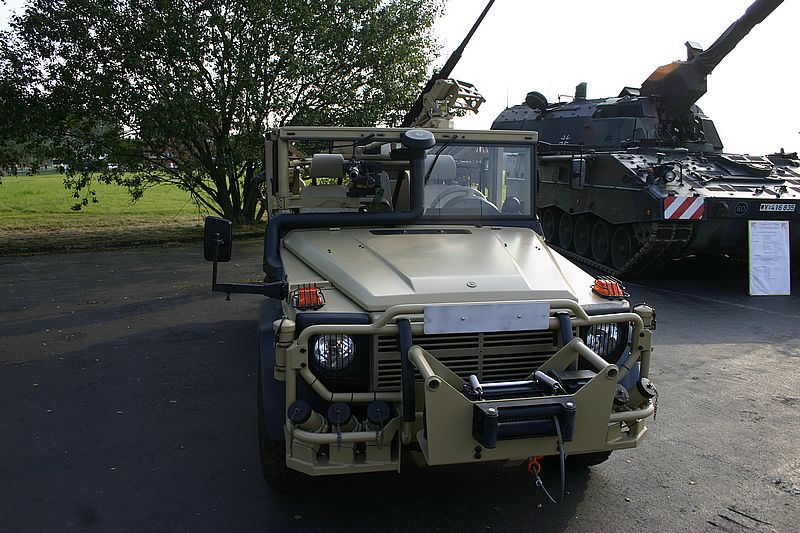
Véhicule tout-terrain Serval utilisé par les forces spéciales allemandes.

La deuxième compagnie du KSK est dissoute en 2020 à la suite de la disparition de milliers de munitions d'armes de poing et de plusieurs dizaines de kilos d'explosifs. Des enquêtes sont menées par le service de contre-espionnage militaire pour des activités néonazies d'une partie importante de ses membres,.